# Manuel Bewarder
Manuel Bewarder (* 1980) ist ein deutscher Journalist.
Bewarder absolvierte ein Lehramtsstudium in Leipzig und Berlin, das er mit dem Ersten Staatsexamen abschloss. Im Rahmen eines Fulbright-Stipendiums in Washington, D.C. erwarb er einen Master. 
Von 2009 bis 2011 absolvierte er eine Ausbildung zum Journalisten bei der Axel Springer Akademie. Ab 2011 arbeitete er bei der damaligen Springer-Beteiligung Berliner Morgenpost, deren Kompakt-Format er entwickelte. Seit 2012 war er bei Welt und Welt am Sonntag tätig, zunächst als Redakteur Innenpolitik, ab 2017 als stellvertretender Ressortleiter, von 2019 bis 2021 als Ressortleiter Investigation und Reportage und zuletzt als Leitender Investigativ-Reporter. Seit August 2022 arbeitet er für die Investigativ-Ressorts von WDR und NDR.